# Grigorij Lewin
Grigorij Michajłowicz Lewin (ros. Григорий Михайлович Левин, ur. 28 grudnia 1901?/10 stycznia 1902 we wsi Ancyr w rejonie kańskim w Kraju Krasnojarskim, zm. 26 stycznia 1983 w Barnaule) – radziecki pułkownik, Bohater Związku Radzieckiego (1945).

## Życiorys
W 1919 skończył 7 klas, w 1921 został powołany do Armii Czerwonej, w grudniu 1922 ukończył wojskową szkołę piechoty w Krasnojarsku i został młodszym dowódcą w pułku we Władywostoku. W 1928 ukończył wojskową szkołę piechoty we Władywostoku i został dowódcą plutonu, później kompanii w pułku piechoty w Nikolsku Ussuryjskim (obecnie Ussuryjsk), w 1929 uczestniczył w konflikcie o Kolej Wschodniochińską. W kwietniu 1932 został zdemobilizowany, pracował w zakładzie remontu lokomotyw w Barnaule, a 1935–1941 w truście konstruktorskim w mieście Chirchiq, 5 września 1941 ponownie powołano go do armii i w listopadzie 1941 skierowano na Front Zachodni. Później walczył na Froncie Centralnym, Białoruskim, 1 i 2 Białoruskim. Brał udział w operacji białoruskiej (w tym w operacji bobrujskiej) i brzesko-lubelskiej, pod koniec czerwca 1944 uczestniczył w wyzwalaniu Osipowicz, Baranowicz i Słonimia, później w forsowaniu Bugu. Na początku września 1944 sforsował Narew w rejonie Pułtuska. Brał udział w szturmie Grudziądza i Gdańska. W nocy na 20 kwietnia 1945 jako dowódca pułku piechoty w składzie 37 Dywizji Piechoty Gwardii 65 Armii 2 Frontu Białoruskiego organizował forsowanie Odry na południe od Szczecina, 20–22 kwietnia dowodzony przez niego pułk odparł 26 ataków przeciwnika. Po wojnie służył w armii do 1954, gdy został zwolniony do rezerwy. Mieszkał w mieście Chirchiq, później w Barnaule.

## Odznaczenia
- Złota Gwiazda Bohatera Związku Radzieckiego (29 czerwca 1945)
- Order Lenina
- Order Czerwonego Sztandaru (dwukrotnie – 5 marca 1944 i 15 lipca 1944)
- Order Suworowa III klasy (7 grudnia 1944)
- Order Aleksandra Newskiego (29 maja 1943)
- Order Czerwonej Gwiazdy
- Medal „Za zasługi bojowe” (3 listopada 1944)